# Plancher-Bas
Plancher-Bas ist eine französische Gemeinde mit 1855 Einwohnern (Stand: 1. Januar 2022) im Département Haute-Saône in der Region Bourgogne-Franche-Comté. Sie gehört zum Arrondissement Lure und ist Mitglied im Gemeindeverband Communauté de communes Rahin et Chérimont. Die Einwohner werden Plancherots und Plancherotes genannt.

## Geographie
Plancher-Bas liegt auf einer Höhe von 421 m über dem Meeresspiegel, etwa 13 Kilometer nordwestlich der Stadt Belfort (Luftlinie). Das Dorf erstreckt sich im äußersten Osten des Departements, in der breiten Talmulde des Rahin, in den Südvogesen zwischen den Höhen des Roc du Plainet im Westen und des Mont Ménard im Osten.
Die Fläche des 29,12 km² großen Gemeindegebiets umfasst einen Abschnitt der Landschaft am Südrand der Vogesen. Von Norden nach Süden wird das Gebiet vom Tal des Rahin durchquert, der südlich von Plancher-Bas einen Bogen nach Westen zeichnet und für die Entwässerung zum Ognon sorgt. Die flache Talaue liegt durchschnittlich auf 420 m und weist eine Breite von maximal zwei Kilometern auf. Sie wird überwiegend landwirtschaftlich genutzt. Auf dem Gemeindegebiet erhält der Rahin Zufluss von zahlreichen Seitenbächen, darunter der Ruisseau de Malembre und der Ruisseau de la Goutte von Osten sowie der Ruisseau d'Ambiez von Westen, der mit seinem Tal die südwestliche Abgrenzung markiert. Die Seitenbäche werden mehrfach zu Teichen für die Fischzucht aufgestaut.
Östlich von Plancher-Bas dehnt sich ein großes Waldgebiet aus, das in den Höhen der Grande Côte (600 m) gipfelt. Nördlich des Tals des Ruisseau de la Goutte steigt das Gelände steil zum Gipfel des Mont Ménard an, auf dem mit 850 m die höchste Erhebung von Plancher-Bas erreicht wird. Im Westen wird die Talebene des Rahin von den Waldhöhen des Roc du Plainet (bis 800 m) und der Forêt d'Arobert flankiert. Nach Süden erstreckt sich das Gemeindeareal über die Anhöhe des Grand Gibey (486 m) in die Talmulde der oberen Lizaine.
In geologisch-tektonischer Hinsicht besteht die Talebene von Plancher-Bas aus Alluvionen des Tertiärs und Quartärs. Die Höhen sind überwiegend aus kristallinem Grundgestein aufgebaut. Nur im südlichen Abschnitt treten auch permische Schichten zutage. Das gesamte Gemeindegebiet gehört zum Regionalen Naturpark Ballons des Vosges.
Zu Plancher-Bas gehören neben dem eigentlichen Ort auch zahlreiche Siedlungen, Weiler und Gehöfte:
- Le Pré Besson (409 m) am Ruisseau de Malembre
- Les Charrières (420 m) am Ruisseau de la Goutte am östlichen Talrand des Rahin
- Le Magny (432 m) in der Talebene des Rahin
- La Rue (445 m) in der Talebene des Rahin
- Rupt des Gouttes (450 m) am Südwestfuß des Mont Ménard
- Le Rapois (457 m) am westlichen Talrand des Rahin
- Le Clos Ladeu (465 m) im Tal des Rahin
- Le Mont (468 m) im Tal des Rahin

Nachbargemeinden von Plancher-Bas sind Fresse und Plancher-les-Mines im Norden, Auxelles-Haut, Auxelles-Bas und Lachapelle-sous-Chaux im Osten, Errevet und Frahier-et-Chatebier im Süden sowie Champagney und Ronchamp im Westen.

## Geschichte
Der Ortsname leitet sich vom französischen Wort planche ab, das auf Deutsch mit Brett, Planke, in der Bedeutung von kleiner Holzsteg (über einen Wasserlauf) zu übersetzen ist. Im Mittelalter gehörte Plancher-Bas zur Freigrafschaft Burgund und darin zum Gebiet des Bailliage d’Amont. Die lokale Herrschaft hatten das Kloster Lure, das hier ausgedehnte Wälder besaß, und die Herrschaft Passavant (Champagney) inne. Im Jahr 1552 erhielten die Bewohner gewisse Freiheitsrechte zugesprochen. Zusammen mit der Franche-Comté gelangte der Ort mit dem Frieden von Nimwegen 1678 definitiv an Frankreich. Lange Zeit lebte die Bevölkerung von Eichenplantagen für die Gewinnung der Lohe. Entlang dem Rahin ließ sich Gewerbe nieder, das von der Wasserkraft abhängig war (Mühlen, Papiermühlen und Gerbereien). Heute ist Plancher-Bas Mitglied des neun Ortschaften umfassenden Gemeindeverbandes Communauté de communes Rahin et Cherimont.

## Sehenswürdigkeiten
Die Kirche Saint-Pancras stammt ursprünglich von 1488; nach einem Brand im Jahr 1771 wurden Schiff und Glockenturm anschließend weitgehend neu erbaut. Zur Innenausstattung gehören Mobiliar aus dem 18. Jahrhundert und zahlreiche Statuen.

## Bevölkerung
| Jahr                       | 1962 | 1968 | 1975 | 1982 | 1990 | 1999 | 2006 |
| Einwohner                  | 1341 | 1293 | 1402 | 1538 | 1644 | 1637 | 1816 |
| Quellen: Cassini und INSEE |      |      |      |      |      |      |      |

Mit 1855 Einwohnern (1. Januar 2022) gehört Plancher-Bas zu den großen Gemeinden des Département Haute-Saône. Den bisherigen Höchststand bezüglich der Einwohnerzahl erreichte Plancher-Bas bereits im Jahr 1886 mit 2365 Personen. In der ersten Hälfte des 20. Jahrhunderts nahm die Einwohnerzahl kontinuierlich ab. Seit Beginn der 1970er Jahre wird jedoch wieder ein Bevölkerungswachstum verzeichnet.

## Wirtschaft und Infrastruktur
Das wirtschaftliche Leben von Plancher-Bas war schon früh durch eine Papiermühle und metallverarbeitende Industrie geprägt. Dank des ausgedehnten Gemeindegebietes haben auch die Landwirtschaft (Ackerbau, Obstbau und Viehzucht), die Forstwirtschaft und die Fischzucht eine gewisse Bedeutung. Heute gibt es in Plancher-Bas zahlreiche Betriebe des Klein- und Mittelgewerbes. Zu den wichtigen Branchen zählen Metallverarbeitung, Textilindustrie, Kunststoffindustrie und das Baugewerbe. Daneben gibt es Betriebe und Dienstleistungsunternehmen für den täglichen Bedarf. In den letzten Jahrzehnten hat sich das Dorf auch zu einer Wohngemeinde gewandelt. Viele Erwerbstätige sind deshalb Wegpendler, die in der Agglomeration Belfort-Montbéliard ihrer Arbeit nachgehen.
Die Ortschaft liegt abseits der größeren Durchgangsachsen an einer Departementsstraße, die von Ronchamp nach Giromagny führt. Weitere Straßenverbindungen bestehen mit Fresse, Plancher-les-Mines und Frahier-et-Chatebier.